# Saint-Martin-d’Entraunes
Saint-Martin-d’Entraunes – miejscowość i gmina we Francji, w regionie Prowansja-Alpy-Lazurowe Wybrzeże, w departamencie Alpy Nadmorskie.
Według danych na rok 1990 gminę zamieszkiwało 113 osób, a gęstość zaludnienia wynosiła 3 osoby/km² (wśród 963 gmin regionu Prowansja-Alpy-W. Lazurowe Saint-Martin-d’Entraunes plasuje się na 684. miejscu pod względem liczby ludności, natomiast pod względem powierzchni na miejscu 236.).